# Five Points (Florida)
Five Points és una concentració de població designada pel cens dels Estats Units a l'estat de Florida. Segons el cens del 2000 tenia 1.362 habitants.

## Demografia
Segons el cens del 2000, Five Points tenia 1.362 habitants, 417 habitatges, i 266 famílies. La densitat de població era de 203,8 habitants/km².
Dels 417 habitatges en un 30,5% hi vivien nens de menys de 18 anys, en un 36,9% hi vivien parelles casades, en un 22,1% dones solteres, i en un 36,2% no eren unitats familiars. En el 28,1% dels habitatges hi vivien persones soles el 9,8% de les quals corresponia a persones de 65 anys o més que vivien soles. El nombre mitjà de persones vivint en cada habitatge era de 2,56 i el nombre mitjà de persones que vivien en cada família era de 3,11.
Per edats la població es repartia de la següent manera: un 23,1% tenia menys de 18 anys, un 13,5% entre 18 i 24, un 36,1% entre 25 i 44, un 18,8% de 45 a 60 i un 8,4% 65 anys o més.
L'edat mediana era de 32 anys. Per cada 100 dones de 18 o més anys hi havia 141,8 homes.
La renda mediana per habitatge era de 15.057 $ i la renda mediana per família de 15.375 $. Els homes tenien una renda mediana de 17.446 $ mentre que les dones 11.964 $. La renda per capita de la població era de 6.246 $. Entorn del 30,7% de les famílies i el 43,8% de la població estaven per davall del llindar de pobresa.

## Poblacions més properes
El següent diagrama mostra les poblacions més properes.